# Wirtschaftszweig
Als Wirtschaftszweig oder Branche [bʁãːʃə] (norddeutsch: [bʁaŋ:ʃə]) bezeichnet man in der Wirtschaft eine Gruppe von Unternehmen, die nah verwandte Substitute herstellen. Im Zusammenhang mit dem Begriff Branche stehen auch die Begriffe Geschäftsfeld und unternehmerisches Umfeld (strategisches Management).

## Grundlagen
Eine Zuordnung zu einer Branche erfolgt für Unternehmen, die ähnliche Produkte herstellen, die mit ähnlichen Artikeln (Sortimenten) handeln oder die ähnliche Dienstleistungen erbringen (Produktklassifikation). Daneben kommt es zu einer Zusammenfassung von Betrieben, die dasselbe Herstellungsverfahren (zum Beispiel Baugewerbe) oder die gleichen Ausgangsstoffe (Mineralölverarbeitung) benutzen, die Zusammenfassung in Industriezweige, oder die innerhalb dieser Gruppen demselben Wirtschaftssektor angehören. Teilweise werden Wirtschaftszweige wieder zu größeren Gruppen wie der Netzwerkindustrie zusammengefasst.
Unternehmen sind zumeist auf der Ebene von Wirtschaftszweigen in lokalen, regionalen, kantonalen, Landes- oder Bundes-Fachverbänden oder einer Körperschaft (Kammer) organisiert (zum Beispiel Royal Society of Chemistry), mehrere Fachverbände/Kammern können in einem Dachverband zusammengefasst werden (zum Beispiel der Hauptverband des Deutschen Einzelhandels), Tarifverträge werden meist auf Branchenebene abgeschlossen (in Österreich etwa traditionell als erstes die „Metaller“, deren Verhandlungsergebnisse den Trend festsetzen).
Verwendet wird dieser Begriff auch in Telefonbüchern oder Branchenverzeichnissen, um ein Auffinden von Erzeugern bestimmter Artikel zu erleichtern, zum Beispiel in den Gelben Seiten. Ebenso ist unter der Betriebsnummer der Wirtschaftszweig, dem der Betrieb zuzuordnen ist, gespeichert.

## Klassifikation der Wirtschaftszweige
Die Historie der Klassifikation der Wirtschaftszweige unterscheidet sich in den einzelnen Staaten erheblich.

### UNO
Weltweiter Standard ist die International Standard Industrial Classification (ISIC) der UNO. Über 150 Länder in der ganzen Welt verwenden Wirtschaftszweigsystematiken, die entweder direkt oder indirekt auf der ISIC beruhen.

### Europa
Deutschland und Österreich orientieren sich in Statistiken an den Vereinbarungen innerhalb der EU, der Statistischen Systematik der Wirtschaftszweige in der Europäischen Gemeinschaft (NACE). Diese beruht weitgehend auf der ISIC.
Neben den EU-Mitgliedstaaten verwenden auch Norwegen und die Schweiz eine NACE-kompatible Statistik wie auch ungefähr zehn weitere Staaten außerhalb der EU bzw. die Kandidatenländer wie die Türkei.

#### Deutschland
Eine für den deutschen Wirtschaftsraum allgemeingültige Einordnung von Unternehmen in sogenannte Wirtschaftszweige nimmt seit 1950 das Statistische Bundesamt vor. Die aktuelle Klassifikation der Wirtschaftszweige von 2008 (WZ 2008) basiert auf der NACE Rev.2 und unterscheidet sich deutlich von der älteren WZ 79. Darüber hinaus wird für die Konjunkturstatistik eine generellere Klassifikation der Wirtschaftszweige verwendet, die Industriellen Hauptgruppen.

#### Österreich
ÖNACE (Österreichische Systematik der Wirtschaftstätigkeiten) ist der Name des in Österreich gebräuchlichen Klassifikationssystems. Die derzeitige Implementierung heißt ÖNACE 2008 und basiert auf NACE Rev.2. Die Übernahme erfüllt die Forderungen des § 21 Bundesstatistikgesetz 2000 (BGBl. I Nr. 163/1999, idF BGBl. I Nr. 92/2007) über die Erfassung statistischer Einheiten. Mitteilungen darüber erfolgen schriftlich und kostenlos. Die Unternehmen sind dazu verpflichtet, „bei der Feststellung des für die Zuordnung maßgebenden Sachverhaltes mitzuwirken und die hierfür erforderlichen Informationen zur Verfügung zu stellen.“

#### Schweiz
In der Schweiz wurde die erste Systematik der Wirtschaftszweige anlässlich der Betriebszählung von 1905 erarbeitet. Diese wurde in späteren Jahren mehrfach überarbeitet und nach dem 15. Februar 1995 an die europäische NACE, Revision 1.1 angepasst. Die Systematik wird mit dem Kürzel NOGA bezeichnet, der für Nomenclature Générale des Activités économiques steht. Die NOGA-Systematik wird vom Bundesamt für Statistik betreut und von diesem auch in vielen eigenen Erhebungen angewendet.

### Australien, Neuseeland
Die australische und neuseeländische Standardklassifikation der Wirtschaftszweige ist die Australian and New Zealand Standard Industrial Classification (ANZSIC), die beiden nationalen Systeme sind ASIC und NZSIC. Sie beruht weitgehend auch ISIC Rev. 3 und ist gut vergleichbar.

### Nordamerika
In Nordamerika (USA, Kanada, Mexiko) verbreitet ist aber das North American Industry Classification System (NAICS). Zumindest auf Basis der zweistelligen Nummern der ISIC Rev. 4/NACE Rev. 2 ist ein Vergleich möglich. Bis 1997 wurde die Standard Industrial Classification (SIC) verwendet, die sich jedoch nicht an die ISIC der UNO anlehnt.